# Freemium

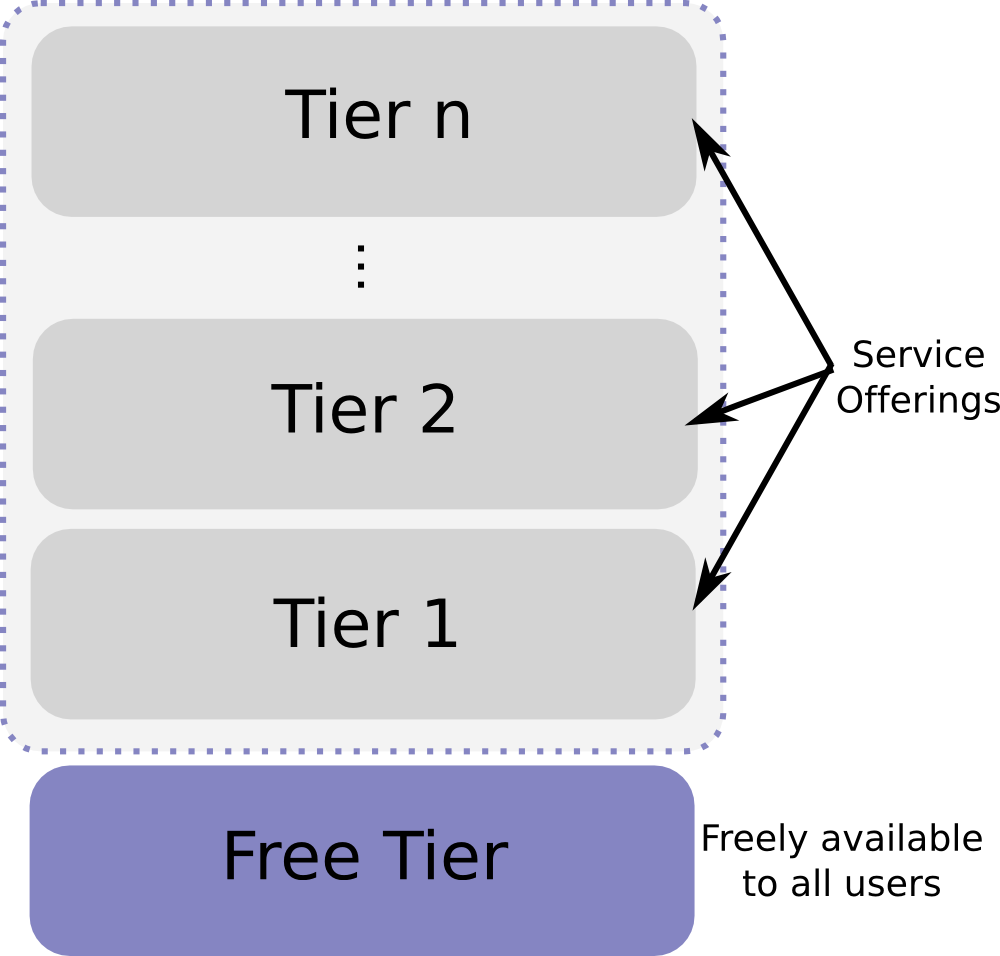
V obchodním modelu freemium začínají obchodní úrovně úrovní „zdarma“.

Freemium je cenová strategie, při níž je základní produkt nebo služba poskytována zdarma, ale za další funkce, služby nebo virtuální (online) či fyzické (offline) zboží, které rozšiřují funkčnost bezplatné verze softwaru, se platí peníze (premium). Tento obchodní model se v softwarovém průmyslu používá od 80. let 20. století. Podskupina tohoto modelu používaná v odvětví videoher se nazývá free-to-play.

## Původ
Tento obchodní model se v oblasti softwaru používá již od 80. let 20. století. Zdá se, že termín freemium pro označení tohoto modelu vznikl až mnohem později, v reakci na blogový příspěvek rizikového kapitalisty Freda Wilsona z roku 2006, který tento model shrnuje: „Poskytněte svou službu zdarma, možná podporovanou reklamou, ale možná ne, získejte velmi efektivně mnoho zákazníků prostřednictvím ústního podání, doporučujících sítí, organického marketingu ve vyhledávání atd. a poté nabídněte zákaznické základně služby s přidanou hodnotou za prémiovou cenu nebo vylepšenou verzi své služby“.
Jarid Lukin ze společnosti Alacra, jedné ze společností Wilsonova portfolia, pak pro tento model navrhl termín „freemium“.
V roce 2009 vydal Chris Anderson knihu Free, která se zabývá popularitou tohoto obchodního modelu. Kromě tradičního proprietárního softwaru a služeb jej nyní často využívají také společnosti působící v oblasti Web 2.0 a open source. V roce 2014 vydal Eric Seufert knihu Freemium Economics, která se pokouší dekonstruovat ekonomické principy modelu freemium a předepisuje rámec pro jejich implementaci do softwarových produktů.
Model freemium úzce souvisí s víceúrovňovými službami. Mezi významné příklady patří LinkedIn, Badoo, Discord a v podobě „měkkého“ paywallu, který používají například The New York Times a La Presse+. Často se jedná o časově nebo funkčně omezenou verzi, která má podpořit placenou plnou verzi. Tento model je vhodný zejména pro software, protože náklady na distribuci jsou zanedbatelné.
Model freemium se někdy používá k budování spotřebitelské základny, pokud jsou mezní náklady na výrobu dalších jednotek nízké. Rozdáváním bezplatných licencí softwaru se tak ztrácí jen málo, pokud se zabrání výrazné kanibalizaci. Mezi další příklady patří free-to-play hry – videohry, které lze stáhnout bez placení. Vydavatelé videoher typu free-to-play se spoléhají na jiné způsoby generování příjmů – například na volitelné virtuální předměty ve hře, které si hráči mohou zakoupit za účelem vylepšení hratelnosti nebo estetiky.

## Typy omezení výrobků
Způsoby, kterými může být produkt nebo služba v bezplatné verzi omezena zahrnují:
- Omezené funkce: Bezplatný klient videochatu nemusí obsahovat třícestné videohovory. Do této kategorie spadá většina bezplatných her, které nabízejí virtuální předměty, které buď nelze zakoupit za herní měnu, nebo jen velmi pomalu, ale lze je okamžitě zakoupit za reálné peníze.
- Omezená kapacita: Například SQL Server Express je omezen na databáze o velikosti 10 GB nebo méně.
- Licence s omezeným použitím: Například většina softwarových produktů Autodesk nebo Microsoft s plnými funkcemi je pro studenty se vzdělávací licencí zdarma. Některé aplikace, například CCleaner, jsou zdarma pouze pro osobní použití.
- Omezená doba používání: Většina bezplatných her umožňuje uživateli hrát hru postupně po omezený počet úrovní nebo tahů; na další hraní musí hráč buď určitou dobu čekat, nebo si zakoupit právo na další hraní.
- Omezená podpora: Pro neplatící uživatele nemusí být k dispozici přednostní technická podpora nebo podpora v reálném čase. Například společnost Comodo nabízí všechny své softwarové produkty zdarma. Její prémiové nabídky přidávají pouze různé druhy technické podpory.
- Omezený nebo žádný přístup k online službám, které jsou dostupné pouze po zakoupení pravidelného předplatného.

Některý software a služby zpřístupňují všechny funkce zdarma po zkušební dobu a po jejím uplynutí se vrátí k fungování bezplatné verze s omezeným počtem funkcí. Prémiové funkce si uživatel může odemknout po zaplacení licenčního poplatku podle modelu freemium. Některé firmy používají variantu modelu známou jako „open core“, kdy nepodporovaná bezplatná verze s omezenou funkčností je rovněž open-source software, ale verze s dalšími funkcemi a oficiální podporou jsou komerční software.

## Význam
V červnu 2011 přinesl časopis PC World zprávu, že tradiční antivirový software začal ztrácet podíl na trhu ve prospěch antivirových produktů, které jsou placené zdarma. Do září 2012 podporovaly nákupy v aplikacích všechny z 50 nejprodávanějších aplikací v sekci Hry v iTunes App Store společnosti Apple s výjimkou dvou, což vedlo časopis Wired k závěru, že vývojáři her se nyní musí rozhodnout, zda tyto nákupy zahrnou, nebo se vzdají velmi významného zdroje příjmů. Počínaje rokem 2013 začala digitální distribuční platforma Steam přidávat do své knihovny řadu free-to-play a early access her, z nichž mnohé využívaly freemium marketing pro své herní ekonomiky. Kvůli kritice, že hry pro více hráčů spadající do této kategorie byly ve své podstatě pay-to-win nebo byly nekvalitní a nikdy nedokončily vývoj. Společnost Valve od té doby přidala do svých early access a free-to-play her přísnější pravidla.

## Kritika bezplatných her
Hry s volným vstupným se staly terčem kritiky ze strany hráčů i kritiků. Mnohé z nich jsou označovány hanlivým termínem „pay-to-win“, který kritizuje freemium hry za to, že poskytují výhodu hráčům, kteří zaplatí více peněz, na rozdíl od těch, kteří mají více dovedností. Kritika se týká také toho, že tento obchodní model se často může zdát neregulovaný, až podporuje hojné utrácení.
V listopadu 2014 byla v šesté epizodě 18. série animovaného televizního seriálu South Park odvysílána epizoda s názvem „Freemium není zadarmo“. Epizoda satirizovala tento obchodní model za to, že podporuje dravé taktiky při navrhování her založené na nevhodném obchodním modelu. V roce 2015 vydala společnost Nintendo dvě vlastní freemium hry ze série Pokémon, které vycházely z jiných samostatně zakoupitelných titulů. U titulu Pokémon Rumble World zvolila společnost Nintendo odlišný přístup, když umožnila dokončit celou hru bez zakoupení prémiových kreditů, ale ponechala je jako možnost, aby hráči mohli postupovat hrou tempem, které jim vyhovuje.